# 卒業までに…
「卒業までに…」（そつぎょうまでに）はbump.yの楽曲でサイトウアカリが作詞・重永亮介が作曲を手掛けた、3枚目のシングル。
2011年3月2日、Sony Music Recordsから初回生産限定盤A（規格品番：SRCL-7516/7）、初回生産限定盤B（規格品番：SRCL-7518/9）、通常盤（規格品番：SRCL-7520）で発売された。

## リリース形態
2011年2月23日に着うた先行配信。初回限定盤A（CD+DVD）、初回限定盤B（CD+DVD）、通常盤の3種発売。
初回限定盤Aはミュージック・ビデオ収録DVD、初回限定盤Bはメイキング映像収録DVDが付属。通常盤はボーナス・トラックが追加。各形態共イベント参加券が封入されている。

## 収録曲

### 初回限定盤A・B
全編曲:生田真心
1. 卒業までに…
  - 作詞:サイトウアカリ　作曲:重永亮介
2. ともだち
  - 作詞・作曲:田村歩美
3. 卒業までに…（Instrumental）
4. ともだち（Instrumental）

### 通常盤
1. 卒業までに… [4:02]
2. ともだち [4:18]
3. 卒業までに…（Narration） [3:15]
4. 卒業までに…（Instrumental） [3:52]
5. ともだち（Instrumental）

## 発売記念イベント
- 2011年3月2日、渋谷 duo music exchange（プレミアムイベント）
- 2011年3月4日、18:30 - タワーレコード渋谷店
- 2011年3月5日、17:30 - イオン浦和美園ショッピングセンター
- 2011年3月6日、12:00 - ららぽーと横浜・16:30 - アーバンドック ららぽーと豊洲